# Yiannis Gabriel
Der Soziologe Yiannis Gabriel (* 23. April 1952) ist seit 1989 Professor für Organisationsforschung an der University of Bath und Leiter der Fachschaft. Zuvor lehrte Gabriel am Imperial College und an der Royal Holloway University in London.

## Werdegang
Gabriel hat einen Abschluss in Ingenieurwissenschaften von Imperial College, wo er in einem höheren Studiengang auch Industriesoziologie hörte. Er setzte sein Studium der Soziologie an der University of California in Berkley fort und erreichte 1981 den Doktorgrad. Nach dem Studium leistete Gabriel seine Militärzeit in Griechenland ab. Anschließend nahm er Lehrtätigkeiten an verschiedenen britischen Universitäten auf.
Neben seiner Lehrtätigkeit engagiert sich Gabriel auch als Herausgeber von Fachzeitschriften wie Management Learning oder in der Redaktion von Human Relations. 2014 wurde Gabriel in das Board der European Group for Organizational Studies gewählt.

## Forschungsinteressen
Gabriel wurde für seine Arbeiten über Storytelling in Organisationen, Führung, lernendes Management, Kultur und Politik des zeitgenössischen Konsums bekannt. Durch Untersuchung der Geschichten und Erzählungen in Organisationen als Ausdruck ihrer Kultur, Politik und ihres Symbolismus untersucht Gabriel die Beziehung zwischen Führern und Geführten, Pädagogie von Führern und dysfunktionale Führung. Er erforscht Lernprozesse und das Wesen von Management-Wissen. Daneben forscht Gabriel auch über Konsum und Konsumverhalten, insbesondere in Bezug auf die materiellen Artefakte und die Identität in der Schnittstelle zwischen Organisation und Konsumenten. Einen weiteren Schwerpunkt nimmt die Psychoanalyse von Organisationen ein, wo Gabriel Prozesse wie das Unbewusste, Narzissmus und Verlangen, Emotion und Fantasie in Organisationen mit Konzepten und Theorien der Psychoanalyse untersucht.

## Ehrungen
2012 wurde ein Artikel Gabriels (Against the tyranny of PowerPoint: technology-in-use and technology abuse) zum "Management Article of the Year" gewählt.

## Bibliografie
31 Arbeiten von Gabriel werden in 171 Publikationen und drei Sprachen von über 6000 Bibliotheken angeboten. Ausgewählte Werke und Arbeiten sind:

### Bücher
- David Sims, Stephen Fineman und Yiannis Gabriel; Organizing and Organizations: An Introduction, Sage Publications, 1993, Newbury Park, Kalifornien
- Stephen Fineman und Yiannis Gabriel, Experiencing Organizations, Sage Publications, 1996, Thousand Oaks
- Yiannis Gabriel, Storytelling in Organizations; Oxford University Press, 2000, Oxford
- Yiannis Gabriel, Myths, Stories, and Organizations: Premodern Narratives for Our Times, Oxford University Press, 2004, New York.
- Yiannis Gabriel und Tim Lang, The Unmanageable Consumer, Sage Publications, 2006, Thousand Oaks
- Burkard Sievers und Yiannis Gabriel, Psychodynamik von Organisationen: freie Assoziationen zu unbewussten Prozessen in Organisationen; Psychosozial-Verlag, 2008, Giessen
- Yiannis Gabriel, Organizing Words: A Thesaurus for Social and Organizational Studies; Oxford University Press, 2008, Oxford.

### Artikel
- Yiannis Gabriel, Against the Tyranny of PowerPoint: Technology-in-Use and Technology Abuse, Organization Studies, 2008; 29; 255; doi:10.1177/0170840607079536.